# Joseph Jean Philippe Joüin
Joseph Jean Philippe Joüin, né le 4 décembre 1775 à Rennes, où il est décédé le 30 novembre 1867, est un homme politique français.

## Biographie
Banquier de profession, il est le fils de Philippe Joüin (1743-1807), qui fut président de l’administration municipale de Rennes de 1795 (brumaire an IV) à 1797 (vendémiaire an VI).
Le 19 août 1830, il est nommé maire provisoire de Rennes et le demeure jusqu'au 28 juillet 1837, date de sa démission. Il siégea au conseil municipal jusqu’à sa mort.
En 1831, il est nommé conseiller général et en 1833, il est élu dans le canton de Rennes-Nord-Ouest. Il reste au conseil général jusqu’en 1848. Il est par ailleurs président de l'assemblée départementale à deux reprises : de 1846 à 1847 puis en 1848.
Il épouse Marie Jeanne Richelot, fille d'un notaire rennais.